# Paracycling-Bahnweltmeisterschaften
Die Paracycling-Bahnweltmeisterschaften sind die jährlich durch den Radsport-Weltverband UCI durchgeführten Welttitelkämpfe im Paracycling auf der Bahn.

## Austragungsorte
| Datum                     | Jahr | Land                   | Stadt                     | Radrennbahn                       |
| ------------------------- | ---- | ---------------------- | ------------------------- | --------------------------------- |
| 19. bis 27. August        | 2007 | Frankreich             | Bordeaux                  | Stadium Vélodrome de Bordeaux Lac |
| 4. bis 8. November        | 2009 | Vereinigtes Königreich | Manchester                | Manchester Velodrome              |
| 11. bis 13. März          | 2011 | Italien                | Montichiari               | Velodromo Fassa Bortolo           |
| 9. bis 12. Februar        | 2012 | Vereinigte Staaten     | Los Angeles               | ADT Event Center                  |
| 10. bis 13. April         | 2014 | Mexiko                 | Aguascalientes            | Velódromo Bicentenario            |
| 26. bis 29. März          | 2015 | Niederlande            | Apeldoorn                 | Omnisport                         |
| 17. bis 20. März          | 2016 | Italien                | Montichiari               | Velodromo Fassa Bortolo           |
| 2. bis 5. März            | 2017 | Vereinigte Staaten     | Los Angeles               | Velo Sports Center                |
| 22. bis 25. März          | 2018 | Brasilien              | Rio de Janeiro            | Velódromo Municipal do Rio        |
| 14. bis 17. März          | 2019 | Niederlande            | Apeldoorn                 | Omnisport Apeldoorn               |
| 30. Januar bis 2. Februar | 2020 | Kanada                 | Milton                    | Mattamy National Cycling Centre   |
| 20. bis 23. Oktober       | 2022 | Frankreich             | Saint-Quentin-en-Yvelines | Vélodrome National                |
| 3. bis 8. August          | 2023 | Vereinigtes Königreich | Glasgow                   | Sir Chris Hoy Velodrome           |
| 20. bis 24. März          | 2024 | Brasilien              | Rio de Janeiro            | Velódromo Municipal do Rio        |
| 16. bis 19. Oktober       | 2025 | Brasilien              | Rio de Janeiro            | Velódromo Municipal do Rio        |